# Herniaria riphaea
Herniaria riphaea là loài thực vật có hoa thuộc họ Cẩm chướng. Loài này được Font Quer mô tả khoa học đầu tiên năm 1928.